# Васьковка (Гомельская область)
Ва́ськовка (транслит.: Vaśkaŭka; бел. Ва́ськаўка) — деревня в Мозырского района Гомельской области Республики Беларусь. В составе Каменского сельсовета.
Со скважин около деревни производится промышленная добыча нефти. Кругом лес.

## География

### Расположение
В 5 км от Каменки, 23 км на юго-запад от Мозыря, 156 км от Гомеля, 9 км от железнодорожной станции Козенки (на линии Калинковичи — Овруч).

### Гидрография
Через деревню проходит мелиоративный канал.

## Транспортная сеть
Транспортные связи по просёлочной, затем автомобильной дороге Мозырь — Махновичи. Планировка состоит из 2 разделённых каналам прямолинейных улиц меридиональной ориентации, к западной присоединяется короткая улица. Застройка двусторонняя, деревянная, усадебного типа.

## Этимология
Название деревни, очевидно, произошло от личного имени Василий – Васька. Легенда, приведённая в изданиях Минской православной епархии прошлого века и Московской синодальной типографии за 1907 г. «сведения о чудотворных и местночтимых иконах Божией Матери» утверждает следующее: в 1760 году на лесном острове Васьковке обнаружена чудотворная икона Божией Матери. На холме, где было явление Божьей Матери, помещик Казимир Аскерко воздвиг сначала часовню, затем и Крестовоздвиженскую церковь. Вокруг холма с храмом начали селиться люди, новое поселение было названо Васьковкой.
Васьковка обозначена на географической карте Минского воеводства Речи Посполитой конца XVII века под названием Василькова.

## История
По письменным источникам известна с начала XVIII века как деревня в Мелешковичской волости Мозырского уезда Минской губернии.
В течение XVIII — XIX веков Васьковкой владели помещики из Мелешкович. В 1811 году — 4 двора, в 1866 году — 17 дворов, 145 жителей, церковь, в которой находилась чтимая местными жителями икона Богоматери.
Согласно переписи 1897 года действовали церковно-приходская школа, водяная мельница. В 1909 году открыто народное училище, которое размещалась в наёмном крестьянском доме.
В годы Гражданской войны был образован Васьковский сельский совет. С 1924 года деревня входила в состав Великобоковского сельсовета Ельского района. В августе 1924 года в Васьковке насчитывалось 71 двор, 418 жителей.
В 1931 году организован колхоз «Белорусская деревня», работала кузница.
До Великой Отечественной войны в Васьковке проживало 319 человек. Летом в деревне открылся детский сад-ясли.
Во время Великой Отечественной войны 28 жителей погибли на фронте.
В первые месяцы 1944 года восстановился колхоз имени Л. М. Кагановича, специализировавшийся в основном на овощеводстве и животноводстве.
В 1990-е годы построена кирпичная церковь. В составе совхоза «Мозырская овощная фабрика» (центр — деревня Каменка). В окрестностях села расположены 13 садоводческих хозяйств.
В 1996 году построен кирпичный храм, который освятили в честь иконы Божией Матери. В самом почитаемом месте в церкви находится копия легендарной чудотворной иконы Васькова, с которой связано происхождение села. Настоящая икона в XIX веке размещалась в Мелешковичской и Ельской приходских церквях.

## Население

### Численность
- 2021 год — 34 жителя.

### Динамика
- 1811 год — 4 двора.
- 1850 год — 9 дворов.
- 1866 год — 17 дворов, 145 жителей.
- 1897 год — 40 дворов, 174 жителя (согласно переписи).
- 1908 год — 50 дворов, 300 жителей.
- 1917 год — 406 жителей.
- 1925 год — в селе 73 двора, на одноимённых хуторах, находящихся рядом 4 двора.
- 1959 год — 351 житель (согласно переписи).
- 2001 год — 55 хозяйств, 77 жителей.
- 2004 год — 48 хозяйств, 64 жителя.
- 2019 год — 25 хозяйств, 39 жителей.
- 2021 год — 34 жителя[2].

## Известные уроженцы
- Кадол Фёдор Владимирович (род. 01.11.1946) — белорусский педагог, специалист в области теории и методики обучения и воспитания учащейся и студенческой молодёжи. Доктор педагогических наук (2004), профессор (2010). Член-корреспондент Международной академии технического образования (2005).